# LiTTLE DEViL PARADE
『LiTTLE DEViL PARADE』（リトル・デビル・パレード）は、LiSAの4枚目のオリジナルアルバム。2017年5月24日にSACRA MUSICから発売された。

## 概要
ミニアルバム『LUCKY Hi FiVE!』から約1年1か月ぶり、フルアルバムとしては『Launcher』から約2年2か月ぶりのリリースとなるオリジナルアルバム。
8thシングル「Rally Go Round」、9thシングル「Empty MERMAiD」、10thシングル「Brave Freak Out」、11thシングル「Catch the Moment」をはじめ全13曲が収録。なお、2015年12月2日にリリースした配信シングル「ID」はコンセプトの都合上、未収録となっている（後の2018年5月9日リリースのベスト盤「LiSA BEST -Day-」にて初収録）。
自分の中に住み着く小さなデビル達を連れ出して「人生をパレードして楽しんでやる」という7年の活動の中で見つけた、気持ちを詰め込んだアルバムであり、前向きも、後ろ向きも、全部全力で120%向き合って作ったアルバム。
どこか個性的な人、ちょっと自分に自信がない人、はみ出し者、コンプレックス抱えてる人など…ほんのちょっとだけ“普通じゃない”と思っている人達を“LiTTLE DEViL”と表現し、「自分らしく生きればいいんだよ。毎日を精一杯楽しんじゃおう、一緒にパレードしよう」という、LiSAらしいポジティブなメッセージが込められていて、LiTTLE DEViL (自分の心に住み着く許してあげられない感情)も連れて人生をPARADEしよう(楽しもう)というテーマ（コンセプト）が詰められている、決意のアルバム。と語っている。
BD付初回限定盤、DVD付初回限定盤、通常盤、完全限定盤の4形態で発売され、初回生産限定盤（Blu-ray/DVD）には「Catch the Moment」をはじめとする収録シングル曲や本作リード曲「LiTTLE DEViL PARADE」のMusic Clipを収録。完全数量生産限定盤は、本作のためにロサンゼルスにて撮りおろした48P写真集＆特典映像、そしてLiSAのオリジナルブランドとなる「YAEVA MUSiC」特製ラバーバンドが同梱。

## 収録曲
| #         | タイトル                                   | 作詞         | 作曲                     | 編曲                                                       | タイアップ                                                         | 時間  |
| --------- | ------------------------------------------ | ------------ | ------------------------ | ---------------------------------------------------------- | ------------------------------------------------------------------ | ----- |
| 1.        | 「LiTTLE DEViL PARADE」                    | LiSA         | PABLO a.k.a. WTF!?       | PABLO a.k.a. WTF!?                                         | 日本テレビ『バズリズム』2017年6月度オープニングテーマ              | 4:40  |
| 2.        | 「Catch the Moment」                       | LiSA         | 田淵智也                 | 江口亮                                                     | 『劇場版 ソードアート・オンライン -オーディナル・スケール-』主題歌 | 4:42  |
| 3.        | 「LOSER 〜希望と未来に無縁のカタルシス〜」 | LiSA         | カヨコ                   | 江口亮                                                     |                                                                    | 3:33  |
| 4.        | 「the end of my world」                    | LiSA         | カヨコ                   | 堀江晶太                                                   |                                                                    | 3:28  |
| 5.        | 「JUMP!!」                                 | 古屋 真      | 野間康介 (agehasprings)  | 野間康介 (agehasprings)                                    |                                                                    | 4:25  |
| 6.        | 「狼とミサンガ」                           | LiSA         | 野間康介 (agehasprings)  | 野間康介 (agehasprings)                                    |                                                                    | 4:24  |
| 7.        | 「Rally Go Round」                         | LiSA・古屋真 | じん                     | akkin                                                      | テレビアニメ『ニセコイ:』オープニングテーマ                        | 4:34  |
| 8.        | 「Empty MERMAiD」                          | LiSA         | YOOKEY (from THE MUSMUS) | akkin                                                      |                                                                    | 3:40  |
| 9.        | 「Peace Beat Beast」                       | 古屋 真      | 南田健吾                 | 江口 亮                                                    |                                                                    | 4:10  |
| 10.       | 「Blue Moon」                              | LiSA         | カヨコ                   | akkin                                                      |                                                                    | 5:10  |
| 11.       | 「Brave Freak Out」                        | 田淵智也     | 高橋浩一郎               | 高橋浩一郎                                                 | テレビアニメ『クオリディア・コード』オープニングテーマ             | 4:15  |
| 12.       | 「TODAY」                                  | LiSA         | 小南泰葉                 | akkin                                                      |                                                                    | 5:15  |
| 13.       | 「そしてパレードは続く」                   | 田淵智也     | 田淵智也                 | 東京スカパラダイスオーケストラ (Horn arranged by 北原雅彦) |                                                                    |       |
| 合計時間: | 合計時間:                                  | 合計時間:    | 合計時間:                | 合計時間:                                                  | 合計時間:                                                          | 52:16 |

| #  | タイトル                              | 作詞 | 作曲・編曲 |
| -- | ------------------------------------- | ---- | ---------- |
| 1. | 「LiTTLE DEViL PARADE」(-MUSiC CLiP-) |      |            |
| 2. | 「Catch the Moment」(-MUSiC CLiP-)    |      |            |
| 3. | 「Hi FiVE!」(-MUSiC CLiP-)            |      |            |
| 4. | 「Brave Freak Out」(-MUSiC CLiP-)     |      |            |

| #  | タイトル                    | 作詞 | 作曲・編曲 |
| -- | --------------------------- | ---- | ---------- |
| 5. | 「TODAY in L.A. the movie」 |      |            |

### 楽曲解説（CD）
1. LiTTLE DEViL PARADE
  - 本作のリード曲。ベストアルバム『LiSA BEST -Day-』にも収録。
2. Catch the Moment
  - 11thシングル
3. LOSER 〜希望と未来に無縁のカタルシス〜
4. the end of my world
5. JUMP!!
6. 狼とミサンガ
7. Rally Go Round
  - 8thシングル
8. Empty MERMAiD
  - 9thシングル
9. Peace Beat Beast
10. Blue Moon
11. Brave Freak Out
  - 10thシングル
12. TODAY
  - 自身が故郷から上京した際の心境を描いたミディアムロック・バラードとなっており、度々ワンマン記念公演で披露することがある。
13. そしてパレードは続く

## タイアップ
LiTTLE DEViL PARADE
日本テレビ系『バズリズム』6月度オープニングテーマ
そしてパレードは続く
「LiSA iS SPiNNS ALWAYS」テーマソング

## 演奏
- LiSA
  - Vocals
  - Whistle (#7)
- ZAX (Pay money To my Pain, The BONEZ)：Drums (#1)
- KenKen：Bass (#1)
- ライブでもパンパン野郎：Hand Clap (#1)
- PABLO (Pay money To my Pain)
  - Guitar (#1.2.3.9.11)
  - Other Instruments (#1)
- 比田井修：Drums (#2.3.5.9)
- 高間有一：Bass (#2-11)
- 野間康介
  - Piano (#2.5)
  - Organ (#3.5.7.9)
  - All Other Instruments (#5.6)
- 江口亮
  - All Other Instruments (#2.3.9)
  - Trumpet (#9)
- komaki：Drums (#4)
- 山本陽介：Guitar (#4)
- 高田豊郎：Drum Tech (#4)
- 堀江晶太 (PENGUIN RESEARCH)：All Other Instruments (#4)
- 生本直毅：Guitar (#5)
- くわG：Percussion (#6)
- 高慶"CO-K"卓史：Guitar and Mandolin (#6)
- スマイリー☆トラブルメイカーズ：Backing Vocal and Claps (#7)
- 岡村美央：Violin (#6)
- 山内"masshoi"優：Drums (#7.10.11)
- 峰守一隆：Guitar and Bass Tech (#8)
- akkin：Guitar and Other Instruments (#7.8.10.12)
- 石井悠也：Drums (#8.12)
- 白井アキト：Piano (#11)
- 勇者：Backing Vocal (#11)
- 高橋浩一郎：All Other Instruments (#11)
- OKP-STAR (Aqua Timez)：Bass (#12)
- げんだむ：Tambourine and Shaker (#12)
- NARGO：Trumpet (#13)
- 北原雅彦：Trombone (#13)
- GAMO：Tenor Sax (#13)
- 谷中敦：Baritone Sax (#13)
- 加藤隆志：Guitar (#13)
- 川上つよし：Bass (#13)
- 沖祐市：Keyboards (#13)
- 大森はじめ：Percussion (#13)
- 茂木欣一：Drums (#13)
- きつねとたぬきとロボットのおまけ：Backing Vocal (#13)